# Будинки в Унтераху поблизу Аттерзее
«Будинки в Унтераху поблизу Аттерзее» (нім. Häuser in Unterach am Attersee) — картина австрійського художника Густава Клімта, створена 1916 року. Унтерах-ам-Аттерзее (укр. Унтерах на озері Аттер) — австрійське село, розташоване в південно-західній частині Верхньої Австрії, в Зальцкаммергуті, на південному березі озера Аттерзее. Густав Клімт багато років проводив літо на Аттерзее, яке стало популярним курортом віденської буржуазії після того, як імператорський двір облюбував Бад-Ішль як літню резиденцію. На Аттерзее Клімт написав понад півсотні пейзажів.
Картина зберігається в приватному зібранні (до 2006 року була частиною колекції галереї Бельведер у Відні, потім її, разом з чотирма іншими картинами, передано спадкоємцям сім'ї Блох-Бавер, серед яких Марія Альтман).

## Опис
У роботі «Будинки в Унтераху на Аттерзее» Клімт зображує невелику частину села на березі озера. На картині виділяється яскраво-червоний фасад будинку, частково прихований по обидва боки великими деревами. Зліва від будинку на березі озера зображено невелику темно-червону будівлю, яка кольором підтримує попередній фасад. На схилі пагорба розташована велика жовта будівля, яка завершує композицію картини. Джерело світла відсутнє і ніщо в картині не відкидає тіні. Кольори в пейзажі, переважно, приглушені і дещо розмиті.
У цьому пейзажі практично відсутній поділ на плани, а перспектива, йде не вглиб картини, а вгору. Попри те, що зображена місцевість є горбистою, Клімт показує будинки, які ніби ширяють у повітрі, зависаючи один над одним. У зображень самих будівель відсутня перспектива.
Статичний характер пейзажів Клімта визначається квадратним форматом картин, і він рідко порушується швидкими і динамічними змінами, викликаними, наприклад, зміною освітлення або погоди. Клімт у своїх пейзажах майже ніколи не використовував далекої перспективи, подаючи загальний вигляд, який дозволяє дивитися на природу або на певний сюжет з відстані. Його роботи характеризуються близькою перспективою, яка скорочує відстань. Його пейзажі представляють великий план, і часто перетворюють природу на «інтер'єр». Погляд художника спрямований у нескінченність природи. Це проявляється в побудові простору (секційний характер картин) і відбитті стану (спокій, повільність). Клімт нерідко виключає з перспективи лінію горизонту, тобто будь-який натяк на просторову глибину. Таке рішення перспективи сприяє тому, що художник створює невеликий об'єм, накладаючи живописні шари на поверхню полотна, для створення невеликої глибини простору, але ці шари утворюють не об'ємні, а двовимірні ділянки. Прийом з близькою перспективою і відсутністю глибини припускав специфічний підхід до сприйняття пейзажу з боку художника. Клімт не тільки використовував квадратний шаблон, щоб знайти відповідний фрагмент зображення, він також використовував оптичні прилади, такі як телескоп і театральний бінокль, щоб побачити відповідний сюжет з відстані.
Картину «Будинки в Унтераху на Аттерзее» виконано за допомогою телескопа, оскільки цей метод був зручним для Клімта. Він дозволяв художнику, не змінюючи локації, знаходити й зображати нові сюжети. Тому його роботи виглядають, як збільшені і наближені фрагменти пейзажу.